# Prionodontaceae
Prionodontaceae là một họ rêu trong bộ Isobryales.